# Крисківська сільська рада
Кри́сківська сільська́ ра́да — адміністративно-територіальна одиниця та орган місцевого самоврядування в Коропському районі Чернігівської області. Адміністративний центр — село Криски.

## Загальні відомості
- Територія ради: 66,625 км²
- Населення ради: 1 671 особа (станом на 2001 рік)

Крисківська сільська рада зареєстрована 1920 року. Стала однією з 25-ти сільських рад Коропського району і одна з 17-ти, яка складається більше, ніж з одного населеного пункту.
На території сільради діє Крисківська ЗОШ І-ІІІ ст., Іваньківська ЗОШ І-ІІ ст. та Крисківський ДНЗ.

## Населені пункти
Сільській раді були підпорядковані населені пункти:
- с. Криски (982 особи)
- с. Великий Ліс (106 осіб)
- с. Іваньків (583 особи)

## Склад ради
Рада складалася з 16 депутатів та голови.
- Голова ради: Осовик Володимир Степанович
- Секретар ради: Кривопуск Олена Микитівна

### Керівний склад попередніх скликань
| Прізвище, ім'я, по батькові | Основні відомості                                    | Дата обрання | Дата звільнення |
| --------------------------- | ---------------------------------------------------- | ------------ | --------------- |
| База Володимир Григорович   | Сільський голова, 1965 року народження, безпартійний | 26.03.2006   | 31.10.2010      |

Примітка: таблиця складена за даними сайту Верховної Ради України

### Депутати
За результатами місцевих виборів 2010 року депутатами ради стали:

#### За суб'єктами висування
| Суб'єкт висування               | Кількість обраних депутатів | %    |
| ------------------------------- | --------------------------- | ---- |
| Самовисування                   | 9                           | 56,3 |
| Партія регіонів                 | 5                           | 31,3 |
| Народна партія                  | 1                           | 6,3  |
| Політична партія «Сила і честь» | 1                           | 6,3  |

#### За округами
| № округу                        | Прізвище, ім'я, по батькові         | Дата визнання обраним | Освіта  | Партійна приналежність                        | Відомості про обраного депутата                                |
| ------------------------------- | ----------------------------------- | --------------------- | ------- | --------------------------------------------- | -------------------------------------------------------------- |
| Народна Партія                  |                                     |                       |         |                                               |                                                                |
| 4                               | Мамро Олена Михайлівна              | 02.11.2010            | вища    | член Народної партії                          | Крисківський дошкільний навчальний заклад, завідувачка         |
| Партія регіонів                 |                                     |                       |         |                                               |                                                                |
| 1                               | Кузьменко Лідія Григорівна          | 02.11.2010            | вища    | член Партії регіонів                          | Крисківський фельдшерсько-акушерський пункт, завідувачка       |
| 8                               | Остапенко Володимир Миколайович     | 02.11.2010            | середня | член Партії регіонів                          | тимчасово не працює                                            |
| 10                              | Кривопуск Олена Микитівна           | 02.11.2010            | вища    | член Партії регіонів                          | Крискисільськарада, секретар                                   |
| 13                              | Надточій Петро Васильович           | 02.11.2010            | середня | член Партії регіонів                          | тимчасово не працює                                            |
| 16                              | Кузьменко Віктор Іванович           | 02.11.2010            | вища    | член Партії регіонів                          | Іваньківська загальноосвітня школа, робітник                   |
| Політична партія «Сила і Честь» |                                     |                       |         |                                               |                                                                |
| 15                              | Наливайко Олександр Степанович      | 02.11.2010            | середня | позапартійний                                 | Криски приватна агрофірма, електрозварювальник                 |
| Самовисування                   |                                     |                       |         |                                               |                                                                |
| 2                               | Ступак Віталій Васильович           | 02.11.2010            | середня | позапартійний                                 | Менське відділення зв'язку, електромонтер                      |
| 3                               | Безкровна Надія Тимофіївна          | 02.11.2010            | вища    | член Всеукраїнського об'єднання «Батьківщина» | Крисківськасільська рада, головний бухгалтер                   |
| 5                               | М'ясоїд Олександр Іванович          | 02.11.2010            | середня | позапартійний                                 | Мезинське НПП, робітник                                        |
| 6                               | Безкоровайна Світлана Олександрівна | 02.11.2010            | вища    | позапартійна                                  | ПП"Юрів", робітниця                                            |
| 7                               | Кириченко Юрій Васильович           | 02.11.2010            | вища    | позапартійний                                 | Крисківська дільнична лікарня ветеринарної медицини, завідувач |
| 9                               | Громовий Юрій Борисович             | 02.11.2010            | вища    | позапартійний                                 | тимчасово не працює                                            |
| 11                              | Ященко Федір Федорович              | 14.11.2011            | вища    | позапартійний                                 | приватна агрофірма ім. Шевченка, ветлікар                      |
| 12                              | Кравченко Микола Іванович           | 02.11.2010            | вища    | позапартійний                                 | Крисківська приватна агрофірма, завідувач майстерні            |
| 14                              | Драгунов Віктор Олександрович       | 02.11.2010            | вища    | позапартійний                                 | Мезинське НПП, інженер                                         |